# Sarasota

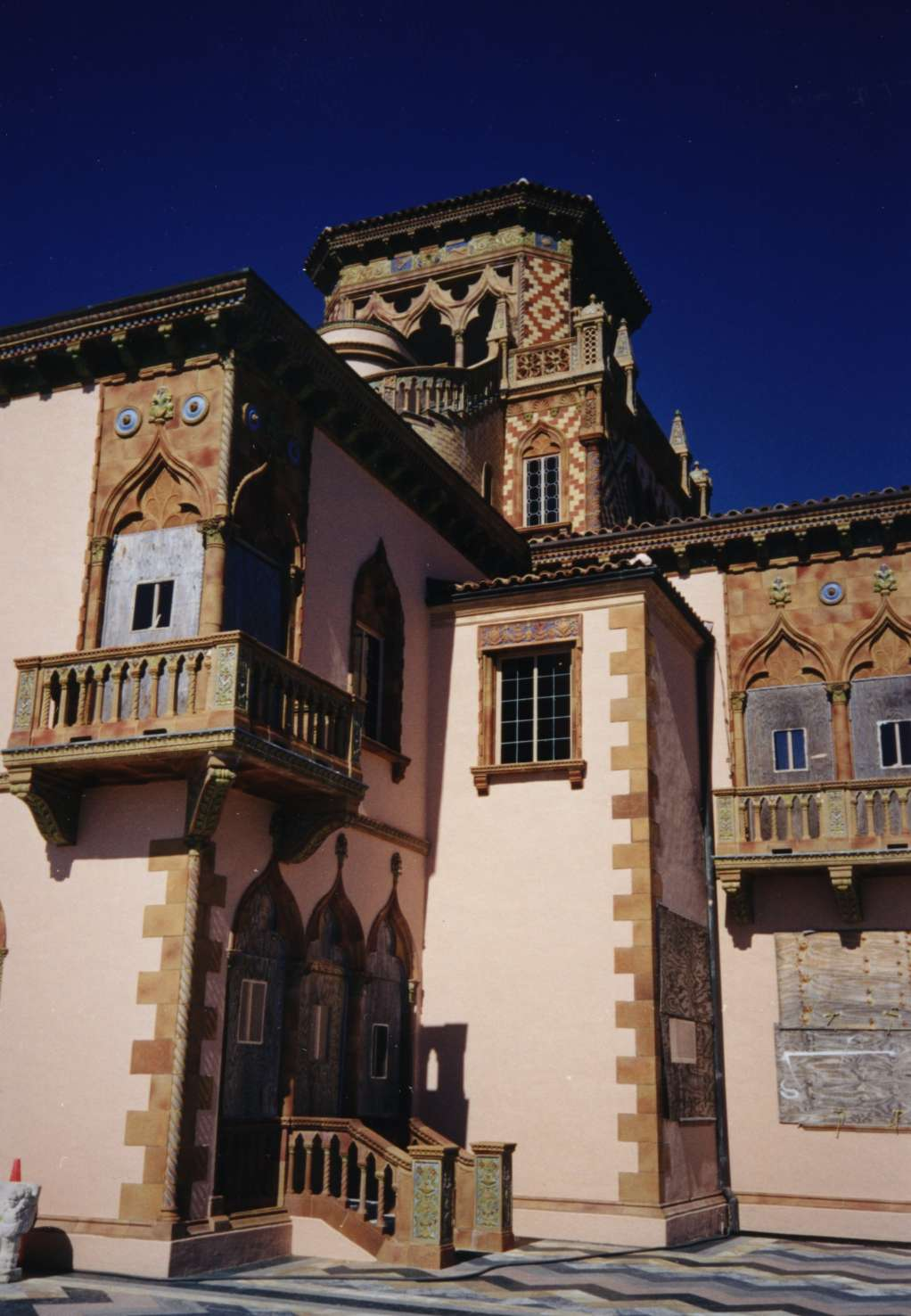
Cà d'Zan, residencia del matrimonio Ringling en Sarasota, construida al modo de los palacios venecianos. Actualmente se engloba en el museo y centro cultural Ringling.

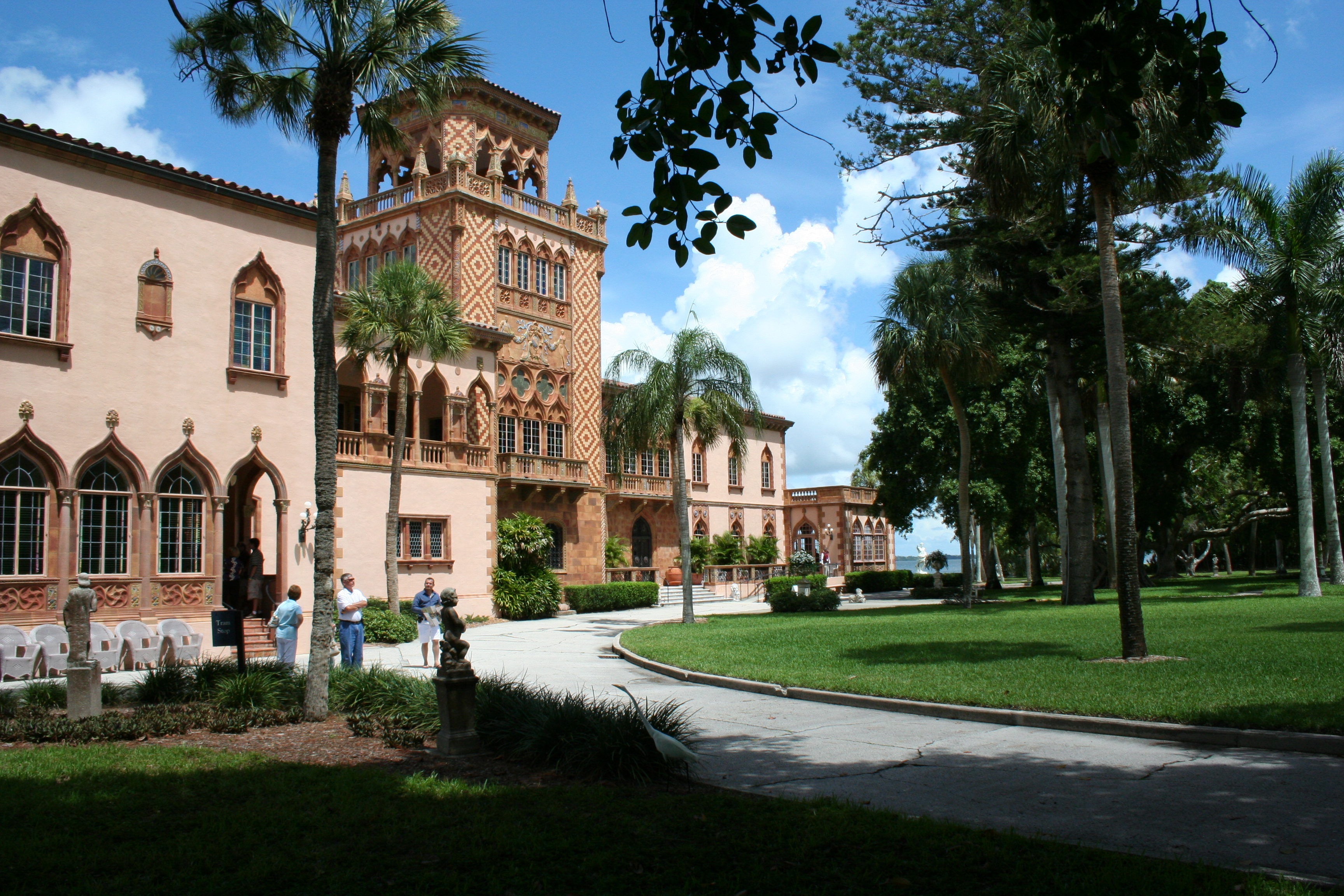
Fachada del palacio del matrimonio Ringling, vecino al museo del mismo nombre.

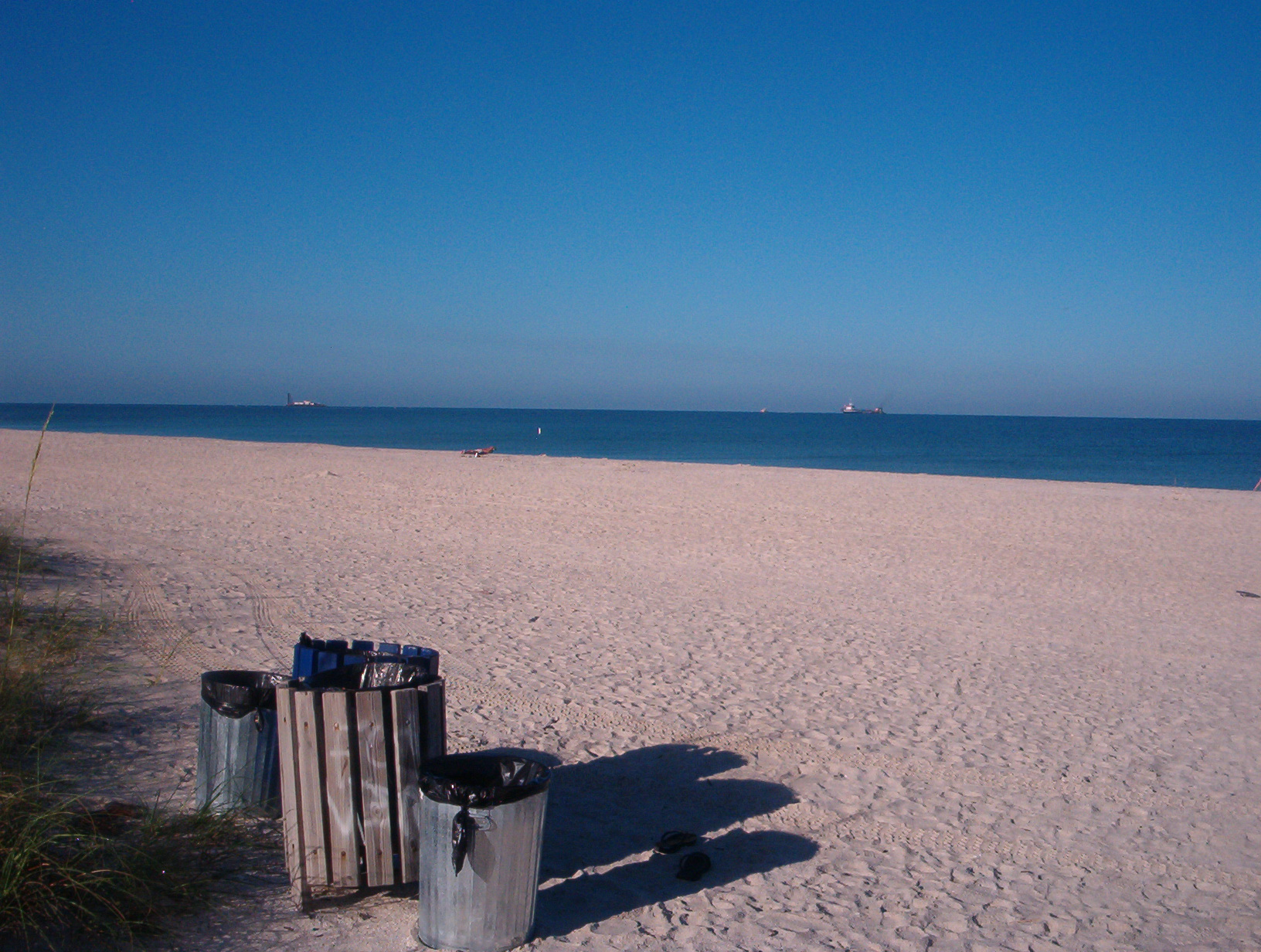
Playa de Nokomis.

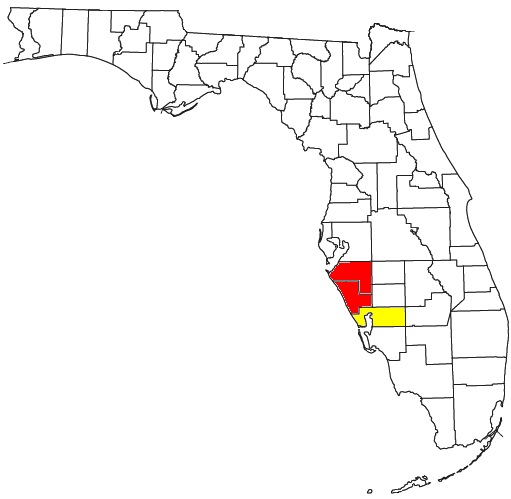

Sarasota es una ciudad ubicada en el condado de Sarasota en el estado de Florida (Estados Unidos). En el Censo de 2010 tenía una población de 51.917 habitantes y una densidad poblacional de 795,57 personas por km².

## Geografía
Sarasota se encuentra ubicada en las coordenadas 27°20′18″N 82°32′45″O / 27.33833, -82.54583. Según la Oficina del Censo de los Estados Unidos, Sarasota tiene una superficie total de 65.26 km², de la cual 37.97 km² corresponden a tierra firme y (41.81%) 27.28 km² es agua.

## Toponimia
El topónimo Sarasota probablemente se deriva del nombre personal español Sara y el apellido de Soto.

## Historia
Fundada en 1884, se localiza al sudoeste del estado. Su aglomeración condado de Brandenton tiene cerca de 57.000 habitantes. La ciudad tiene un área total de 67 km².
Cuenta con un Aeropuerto Internacional y con un importante museo de origen privado, el Museo Ringling (John and Mable Ringling Museum), con pinturas de Velázquez, Frans Hals, Tiziano, Rubens y Sébastien Bourdon. Un pabellón anexo al museo aloja el Teatro Asolo, construido en 1798 en Italia y que fue desmantelado en 1948 y rearmado en Sarasota. Hoy sirve a representaciones teatrales y de música.
La ciudad posee un centro de artes escénicas - Van Wezel Performing Arts Center - diseñado por William Peters (discípulo de Frank Lloyd Wright) fue abierto en 1970 y una compañía de ópera (Sarasota Opera) con sede en el histórico Edwards Theater con capacidad para 1.100 espectadores y que data de 1926.
Desde 1998 se lleva a cabo un festival de cine internacional.
Posee varios edificios de interés histórico como el Riverview High School diseñado en 1958 por Paul Rudolph, 71 edificios pertenecen al registro histórico nacional de Estados Unidos.
El Sarasota Herald-Tribune es el periódico de la ciudad.
Cuenta con atracciones turísticas como el acuario Mote, los jardines Jungle Garden y una sucesión de playas en diferentes "keys" o cayos.

## Demografía
Según el censo de 2010, había 51.917 personas residiendo en Sarasota. La densidad de población era de 795,57 hab./km². De los 51.917 habitantes, Sarasota estaba compuesto por el 75,41% blancos, el 15.11% eran afroamericanos, el 0,43% eran amerindios, el 1,33% eran asiáticos, el 0,04% eran isleños del Pacífico, el 5,34% eran de otras razas y el 2.34% pertenecían a dos o más razas. Del total de la población el 16.63% eran hispanos o latinos de cualquier etnia.

## Ciudades hermanas
- Hamilton, Canadá
- Perpiñán, Francia
- Tel Mond, Israel
- Vladímir, Rusia
- Treviso, Italia
- Xiamen, China
- Santo Domingo, República Dominicana
- Mérida, México
- Dunfermline, Fife, Escocia